# فلوريس أدريان فان هال
فلوريس أدريان فـان هال هو محامي ودبلوماسي وسياسي هولندي، ولد في 15 مايو 1791 في أمستردام في هولندا، وتوفي في 29 مارس 1866 في لاهاي في هولندا.

## مناصب
- انتخب وزير مالية هولندا ‏.
- انتخب وزير الخارجية ‏.
- انتخب وزير الأمن والعدل ‏.
- انتخب عضو مجلس نواب هولندا  [لغات أخرى]‏.
- انتخب رئيس وزراء هولندا (23 فبراير 1860 – 14 مارس 1861).
- انتخب رئيس وزراء هولندا (19 أبريل 1853 – 1 يوليو 1856).